# Леон Міхал Радзивілл
Леон Міхал Радзивілл (лит. Leonas Mykolas Radvila, пол. Leon Michał Radziwiłł, *11 квітня 1722 — †7 березня 1751) — державний діяч Великого князівства Литовського в Речі Посполитій.

## Життєпис
Походив з литовського магнатського роду Радзивіллів, представник Шидловецької лінії гілки Несвізько-Олікської. Єдиний син Міхала Антонія Радзивілла, крайчого великого литовського, і Марціанни Сесицької. Народився 1722 році у Несвіжі вже після смерті батька, внаслідок чого дістав прізвище Погребок (Посмертний). Успадкував від батька володіння в Новогрудському воєводстві, також став графом Шидловця. З дитинства був хворобливим.
З огляду на малий вік опинився під опікою родича — великого гетьмана литовського Михайла Казимир Радзивілла та його дружини Урсули-Франциски. За їхнім рішенням у 1744 році одружився з представницею шляхетського роду Мицельських.
У 1750 році призначається стражником польним литовським. Втім у 1751 році помер.

## Родина
Дружина — Анна, донька Матвія Мицельського, каштеляна каліського і познаньського.
Діти:
- Теофіла Магдалена (1745—д/н), дружина: 1) Станіслава Бжостовського, воєводи інфляндського; 2) барона Германа Ферзена
- Миколай (1746—1795), староста радошківський
- Міхал
- Мацей (1749—1800), каштелян віленський